# Ariza Makukula
Ariza Makukula (Kinshasa, 4 de Março de 1981) é um ex-futebolista português nascido na República Democrática do Congo (mantém ambas as nacionalidades).
Em Janeiro de 2008, o Sport Lisboa e Benfica pagou 3,5 milhões de euros pela sua tranferência do Marítimo para a Luz, jogando pela primeira vez num dos três grandes clubes da Primeira Liga portuguesa. Joga habitualmente como Avançado centro ou Ponta-de-Lança. ele fez a sua formação nos clubes Vitória FC Jun.D S13, GD Chaves Fut.7 Jun.D S13, Vitória SC Jun.C S15, acabando por ser campeão nacional juniores ao serviço do vitoria de Guimarães S15.
Com dupla nacionalidade (Congolês e Português), decidiu jogar pela Selecção Portuguesa depois de já se ter exibido ao serviço dos Sub-21 portugueses.
Em Outubro de 2007 foi então chamado por Luiz Felipe Scolari para o jogo contra a Selecção Cazaque de Futebol para a Qualificação para Campeonato Europeu de Futebol de 2008, marcando o seu primeiro golo logo na primeira internacionalização pela selecção AA .
Um ano após a chegada ao Sport Lisboa e Benfica e não ter conseguido impor-se, nem conquistar um lugar no "onze" da equipa, e depois de já em Setembro de 2008 ter sido dado como dispensável por Quique Flores, foi acordado um empréstimo ao West Bromwich Albion Football Club, do Campeonato Inglês de Futebol. No entanto este empréstimo foi cancelado pois Makukula não concordou com o acordo estabelecido entre o Sport Lisboa e Benfica e o West Bromwich Albion Football Club. Dias depois foi anunciado o seu empréstimo ao Bolton, também do Campeonato Inglês de Futebol até ao final da época, incluindo uma cláusula de opção de compra no valor de 5 milhões de euros.
No início da época 2009/10 também não convenceu o treinador Jorge Jesus, foi então emprestado ao Kayserispor, do campeonato turco de futebol.
Em Setembro de 2010, foi vendido pelo Sport Lisboa e Benfica ao Vestel Manisaspor, prosseguindo a sua carreira no campeonato turco, tendo o Vestel Manisaspor pago 2 milhões de euros pela sua contratação. a sua maior conquista foi ganhar Europa League 2005/06 ao serviço da equipa Sevilla Fútbol Club.

## Títulos
- Europa League (1): 2005/06
- Nacional Juniores C (1): 1995/96

Premio individual:
- Turquia: Melhor Marcador Süper Lig (1):2009/2010 / 21 Golos